# آن كريستين
آن كريستين (بالإنجليزية: Anne Kristen)‏ هي ممثلة بريطانية، ولدت في 7 مارس 1937 في غلاسكو في المملكة المتحدة، وتوفيت في 7 أغسطس 1996 بسبب سرطان البنكرياس.

## وصلات خارجية
- آن كريستين على موقع IMDb (الإنجليزية)
- آن كريستين على موقع قاعدة بيانات الفيلم (الإنجليزية)